# Кашкайш
Кашка́йш (порт. Cascais; МФА: [kɐʃ.ˈkajʃ]) — муніципалітет і містечко в Португалії, в окрузі Лісабон. Розташований у західній частині країни, на березі Атлантичного океану, на теренах історичної португальської провінції Ештремадура. Належить до Лісабонського патріархату Католицької церкви в Португалії. Права міського самоврядування має з 1364 року. Поділяється на 4 парафії. За адміністративним поділом, чинним до 1976 року, був складовою провінції Ештремадура. Площа муніципалітету — 97,40 км², населення муніципалітету — 209869 ос. (2015); густота населення — 2154,71 осіб/км²
. Патрон — Діва Марія. Святковий день муніципалітету — 13 червня. Поштовий індекс — 2750.  Код місцевої адміністративної одиниці — 1105. Складова статистичного регіону Лісабон.

## Назва
- Кашка́йш (порт. Cascais)
- Кашка́еш (порт. Cascaes)

## Географія
Кашкайш розташований на заході Португалії, на півдні округу Лісабон.
Відстань до міста Лісабона — 30 км.
За колишнім адміністративним поділом селище відносилось до провінції Ештремадура.
Кашкайш межує на півночі з муніципалітетом Сінтра, на сході — з муніципалітетом Оейраш. На півдні й заході омивається водами Атлантичного океану.

## Історія
1364 року португальський король Педру I надав Кашкайшу форал, яким визнав за поселенням статус містечка та муніципальні самоврядні права.
Через місто проходила оборонна лінія, що протягнулася від Вифлеємської башти в Лісабоні до Мису Рока. Наразі можна оглянути Форт святого Георгія, що працює як музей.
З кінця XIX століття, завдяки своїм пляжам, готелям та привабливому клімату, Кашкайш стає важливим туристичним центром, відомим далеко за межами Португалії.
18 вересня 1987 року у Кашкайші помер 13-й президент Португалії Амеріку Томаш.

## Населення
| Кількість мешканців | Кількість мешканців | Кількість мешканців | Кількість мешканців | Кількість мешканців | Кількість мешканців | Кількість мешканців | Кількість мешканців | Кількість мешканців | Кількість мешканців | Кількість мешканців | Кількість мешканців | Кількість мешканців | Кількість мешканців | Кількість мешканців |
| ------------------- | ------------------- | ------------------- | ------------------- | ------------------- | ------------------- | ------------------- | ------------------- | ------------------- | ------------------- | ------------------- | ------------------- | ------------------- | ------------------- | ------------------- |
| 1864                | 1878                | 1890                | 1900                | 1911                | 1920                | 1930                | 1940                | 1950                | 1960                | 1970                | 1981                | 1991                | 2001                | 2011                |
| 6 575               | 6 738               | 8 436               | 9 463               | 14 308              | 15 251              | 22 932              | 29 641              | 42 177              | 59 617              | 92 907              | 141 498             | 153 294             | 170 683             | 206 479             |

## Парафії
- Алкабідеше
- Каркавелуш
- Кашкайш
- Ешторіл
- Пареде
- Сан-Домінгуш-де-Рана

## Економіка, побут, транспорт
Селище має добре розвинуту транспортну мережу, з'єднане з Лісабоном залізницею (Лінія Кашкайша), платною швидкісною автомагістралью (А-5) та автомобільною дорогою, що проходить по узбережжю (Маржінал).
У селищі знаходиться штаб-квартира авіакомпанії AeroVIP.
У селищі є велика кількість архітектурних пам'яток (фортеця, палаци, церкви), музеїв, парків, пляжів. Всесвітньо відоме казино «Ешторіл» знаходиться між селищем та Лісабоном на Ешторільському узбережжі. Додаткову туристичну інформацію можна отримати в інформаційному центрі в центрі селища.

## Галерея

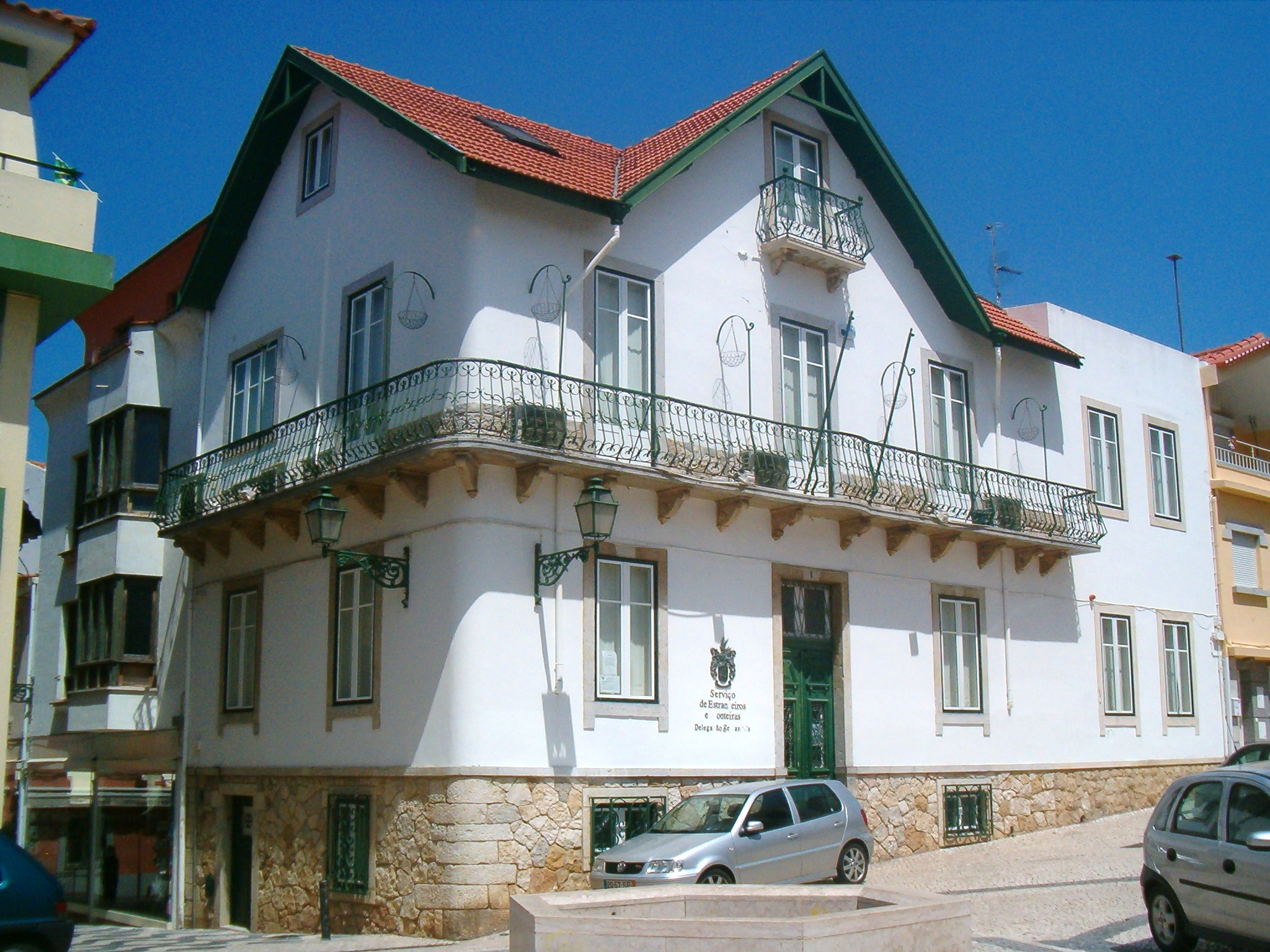
Будинок міграційної служби
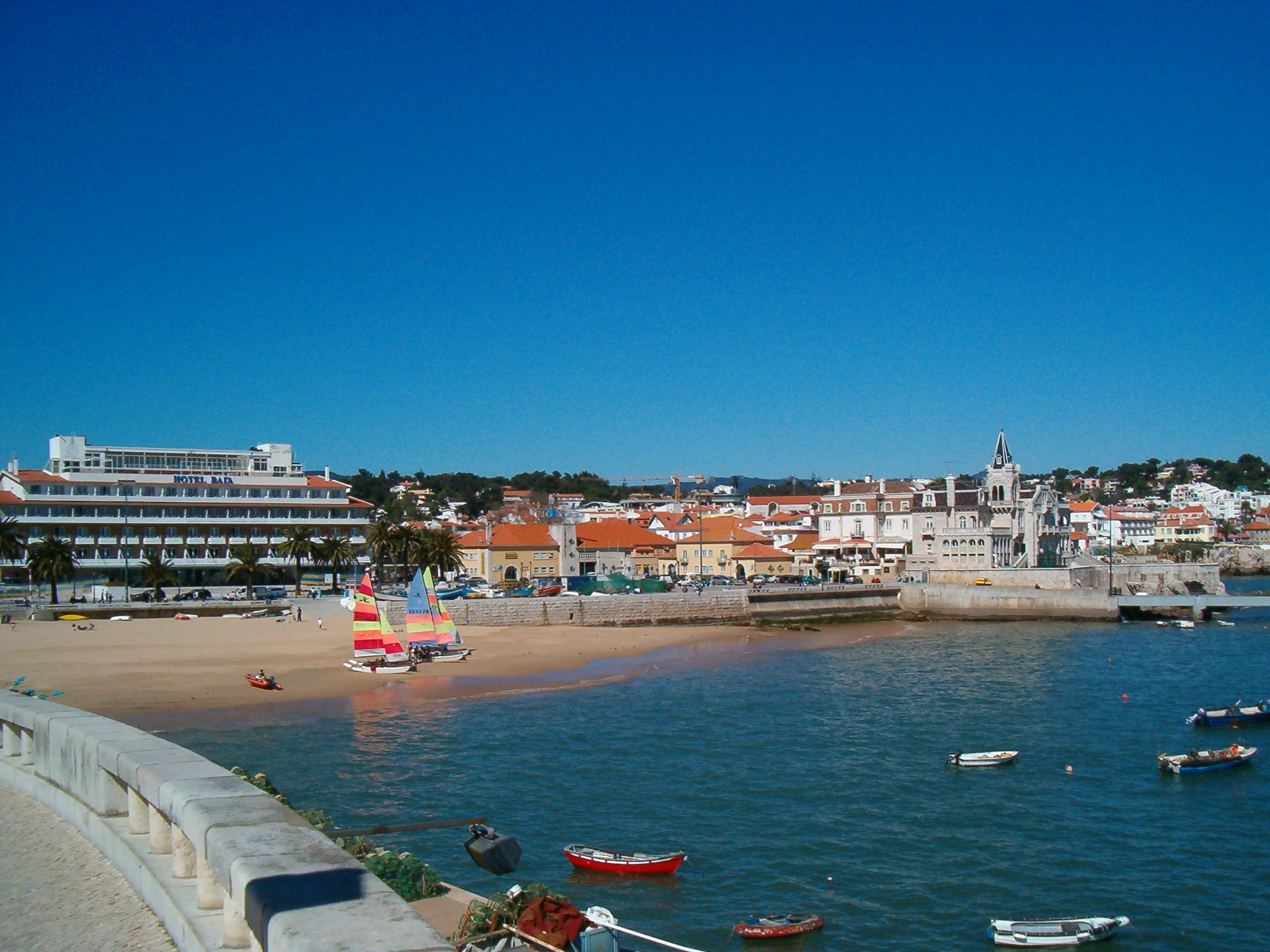
Гавань Кашкайша
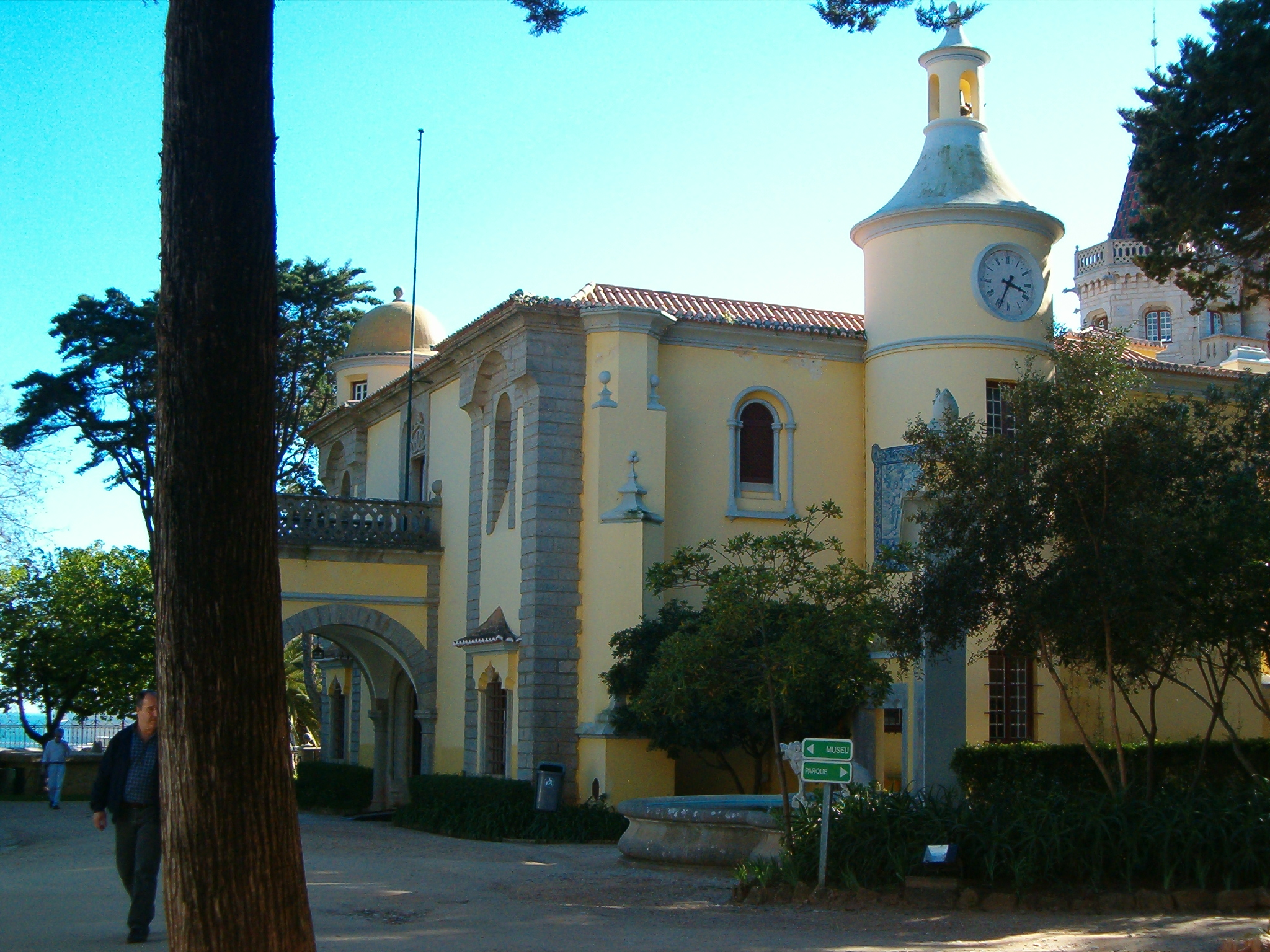
У центральному парку селища
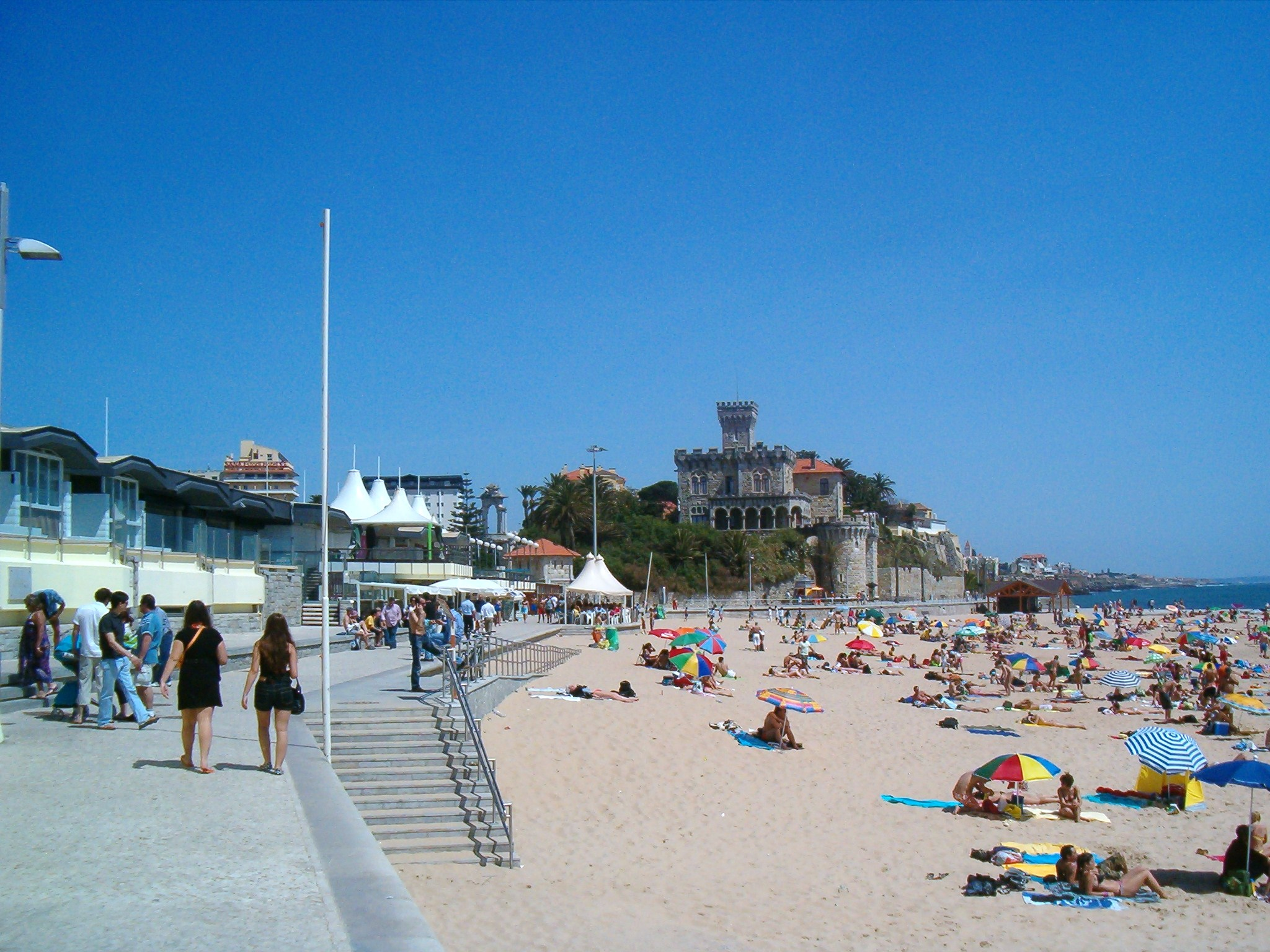
Пляж «Тамаріж» на Ешторільському узбережжі
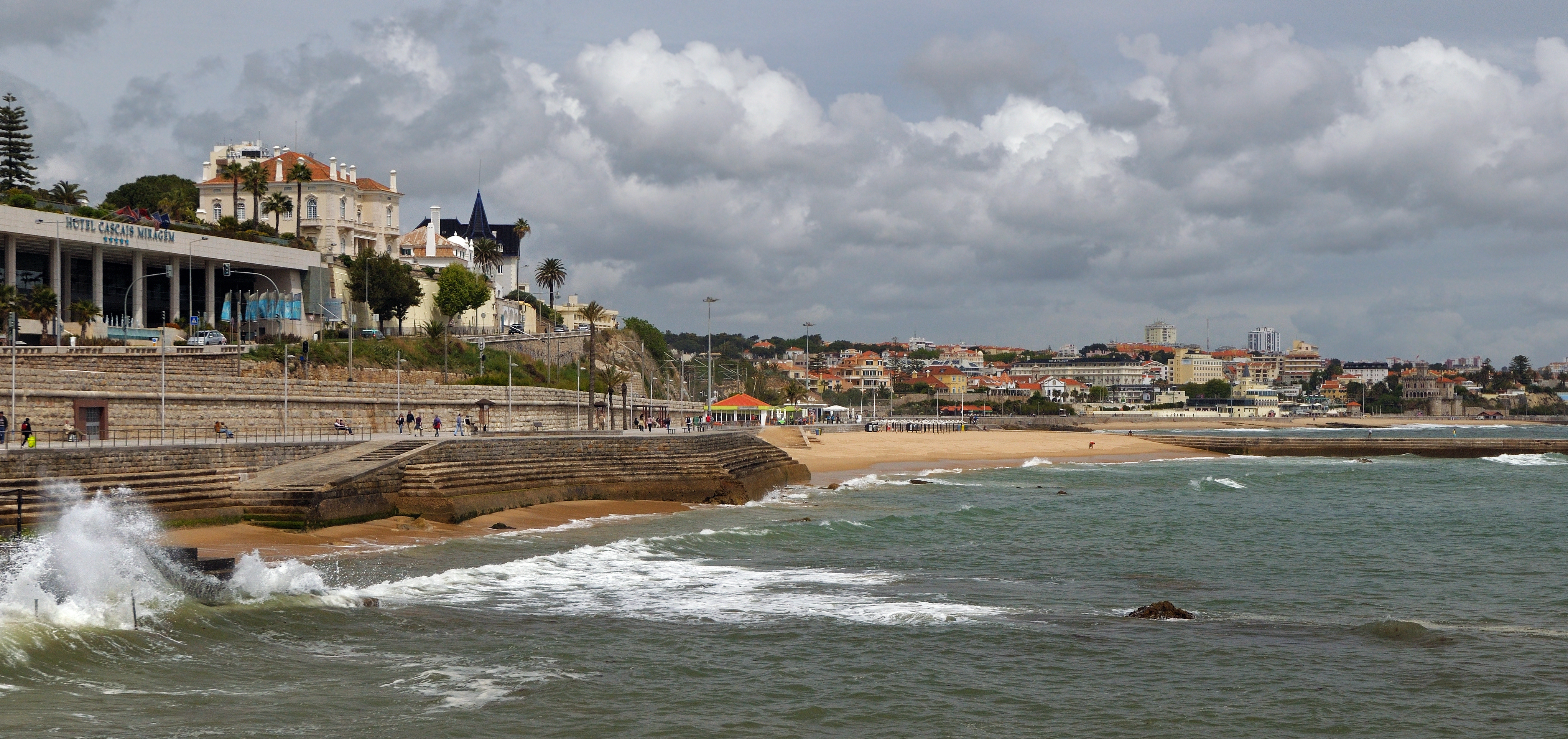
Готель Cascais Miragem і набережна